# 소를 넣은 토마토
소를 넣은 토마토는 토마토에 소를 넣어 만든 음식이다. 대한민국 내에서는 토마토 순대로 소개되기도 한다.

## 지역별 소를 넣은 토마토

### 그리스
그리스에서는 토마토에 소를 채운 예미스타가 예미스티 도마타(그리스어: ντοματα γεμιστη, 복수: γεμιστές ντομάτες 예미스테스 도마테스[*])라 불린다.

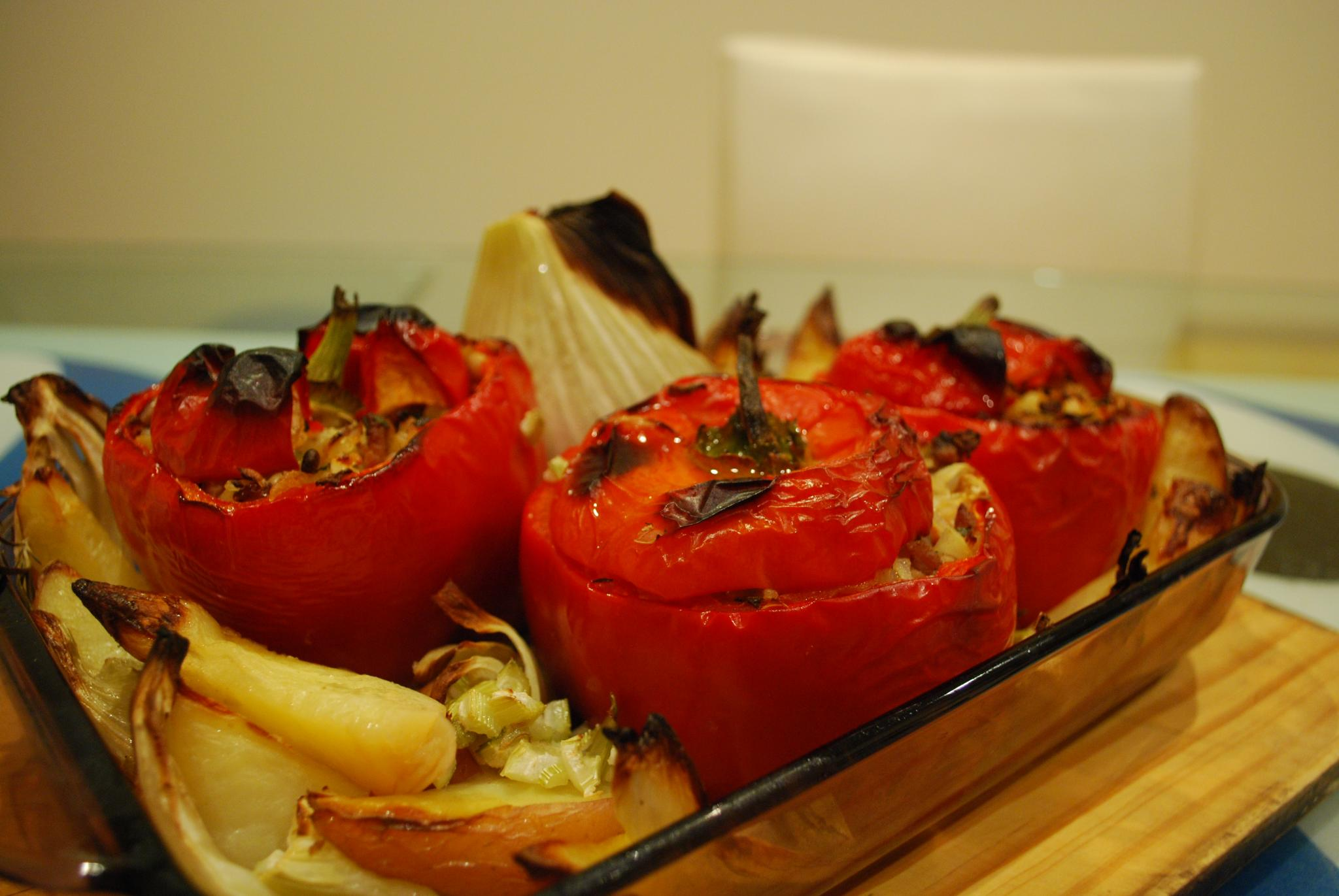
예미스테스 도마테스

### 터키·아제르바이잔
토마토에 소를 채운 돌마가 터키에서는 도마테스 돌마스(튀르키예어: domates dolması) 아제르바이잔에서는 포미도르 돌마스(아제르바이잔어: pomidor dolması)라 불린다. 소에 넣는 재료로는 쌀밥, 다진 양파, 살차(토마토 살차와 단고추 살차), 다진 허브(파슬리, 회향, 민트 등), 올리브유 등이 쓰인다. 토마토 조각으로 입구를 막고, 희석한 석류 소스 등을 부어 익힌다.

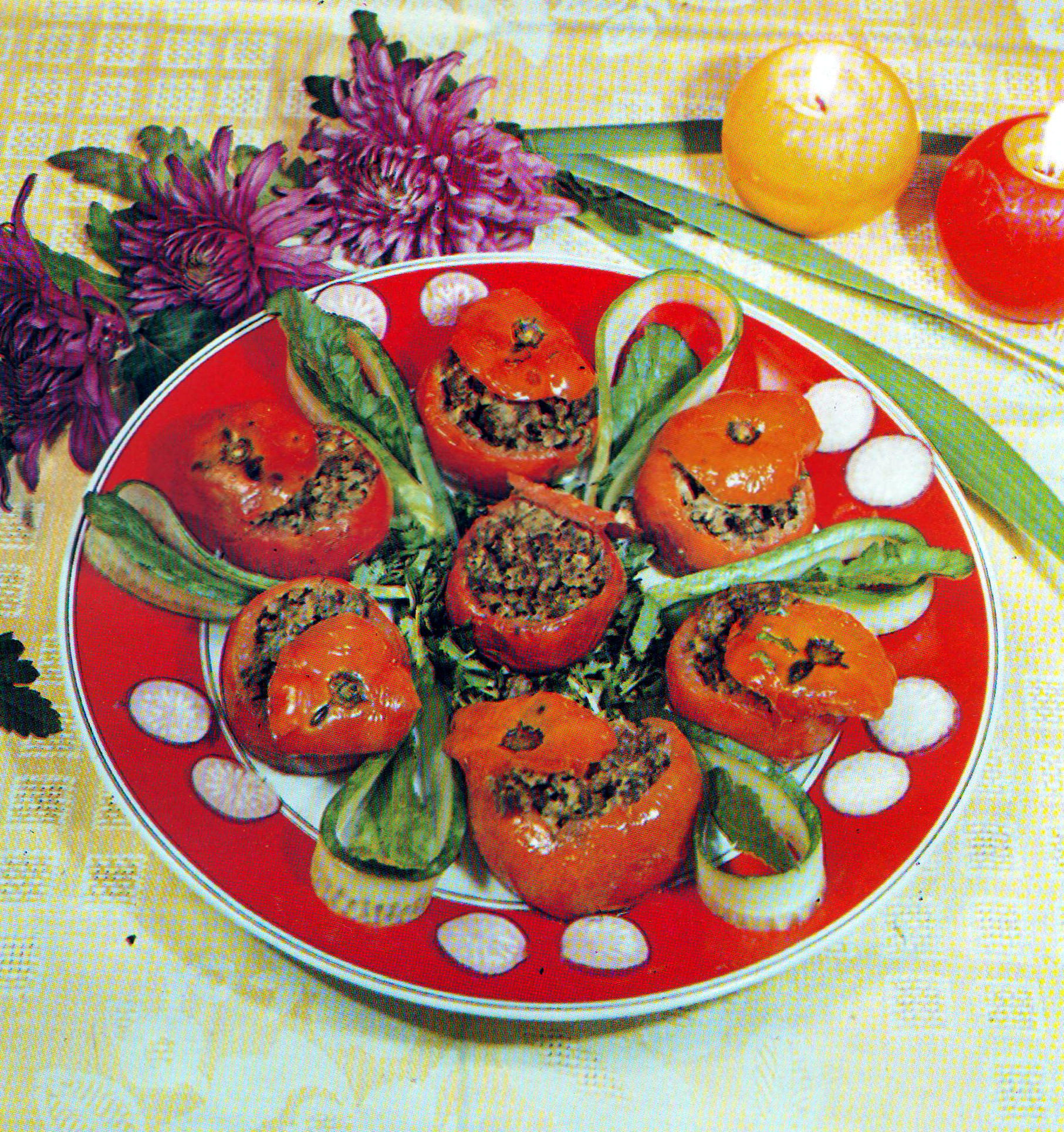
포미도르 돌마스

### 프랑스
프랑스에서는 토마토에 파르스(소)를 채운 파르시가 토마트 파르시(프랑스어: tomate farcie)라 불린다. 소에 넣는 재료로는 다진 고기, 양파와 마늘 등 향신채, 백리향 등 허브, 적신 빵, 그리고 쿠민 등 향신료 등이 있다.

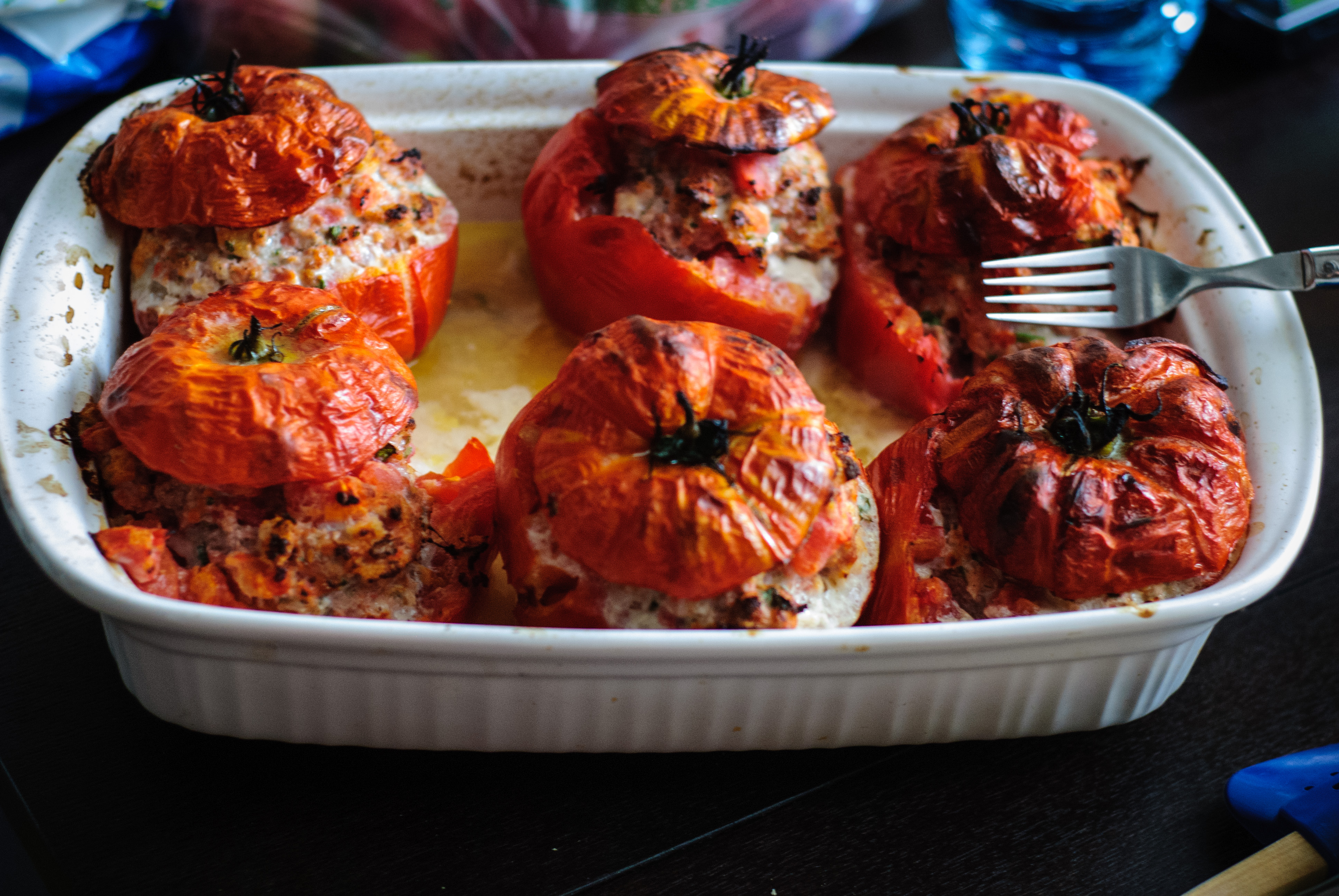
토마트 파르시

## 같이 보기
- 소를 넣은 고추
- 소를 넣은 채소
- 소를 넣은 음식 목록